# Coproptilia
Coproptilia là một chi bướm đêm thuộc họ Gelechiidae.